# Wojciech Fiedorczuk
Wojciech Fiedorczuk (ur. 6 kwietnia 1956 w Łodzi) – polski koszykarz występujący na pozycjach silnego skrzydłowego lub środkowego, po zakończeniu kariery zawodniczej – trener koszykarski.

## Życiorys
Karierę seniorską rozpoczął w 1973 roku w zespole Społem Łódź, z którego w dwa lata później trafił do Łódzkiego Klubu Sportowego.
W 1978 roku został wybrany najlepszym polskim koszykarzem po tym, jak walnie przyczynił się do ostatniego sukcesu ŁKS Łódź (brązowy medal mistrzostw Polski). W tym samym roku doznał groźnej kontuzji, która wyłączyła go z gry na długi czas, hamując tym samym rozwój jednego z najbardziej obiecujących polskich koszykarzy.
Pod koniec kariery wyjechał do Francji, gdzie do 1996 roku kontynuował grę w tamtejszych klubach.
Wielokrotny reprezentant Polski. Uczestnik mistrzostw Europy w 1975 roku.
W 1983 roku, jako asystent Janusza Kantorskiego, sięgnął po mistrzostwo Polski wraz z koszykarkami ŁKS Łódź. Pracę szkoleniową kontynuuje także dziś, jako I trener drużyny z francuskiej miejscowości Lizy.

## Osiągnięcia
Drużynowe
- Brązowy medalista mistrzostw Polski (1978)
- Wicemistrz świata w maxikoszykówce (2009 – kategoria +50)[1]

Indywidualne
- Zawodnik Roku polskiej ligi (1978)

Reprezentacja
- Uczestnik
  - mistrzostw Europy (1975 – 8. miejsce)
  - kwalifikacji olimpijskich (1976)
  - mistrzostw Europy U–18 (1974 – 6. miejsce)

Trenerskie
- Mistrz Polski w koszykówce kobiet (1983 – jako asystent trenera)